# Lecchi in Chianti
Lecchi in Chianti ist ein Ortsteil (Fraktion, italienisch frazione) der Gemeinde Gaiole in Chianti in der Provinz Siena, Region Toskana in Italien.

## Geografie
Der Ort liegt ca. 4 Kilometer südwestlich des Hauptortes Gaiole in Chianti und ca. 15 Kilometer nordöstlich der Provinzhauptstadt Siena im Chianti. Der Ort liegt im Bistum Fiesole und untersteht somit dem Erzbistum Florenz. Lecchi liegt bei 421 Metern und hat ca. 100 Einwohner. Der Ort liegt an dem Torrente Massellone (12 km Länge), einem Zufluss des Arbia. In unmittelbarer Nähe liegen die Burgen von Ama und Tornano sowie der Ort San Sano (ebenfalls Ortsteil von Gaiole in Chianti).

## Geschichte
Erstmals erwähnt wurde die Burg 998, als der Markgraf Ugo (di Toscana) der Abtei Badia di San Michele a Poggio Marturi (heute Gemeindegebiet von Poggibonsi) Ländereien zur Verfügung stellte. Als Castello di Monteluco a Lecchi wurde sie erstmals im Jahr 1176 als Besitz der Ricasoli erwähnt. Als Siena im selben Jahr mehrere Burgen an Florenz abgeben musste, gehörte die Burg zu diesen. Sechs Jahre später gab die Badia a Coltibuono ihre Rechte an dem Ort ab und für mehrere Jahre herrschten die Mezzolombardi aus dem naheliegenden Castello di Tornano. Der Ort unterhalb der Burg entstand um die Pfarrkirche San Martino am Ende des 13. Jahrhunderts.

## Sehenswürdigkeiten

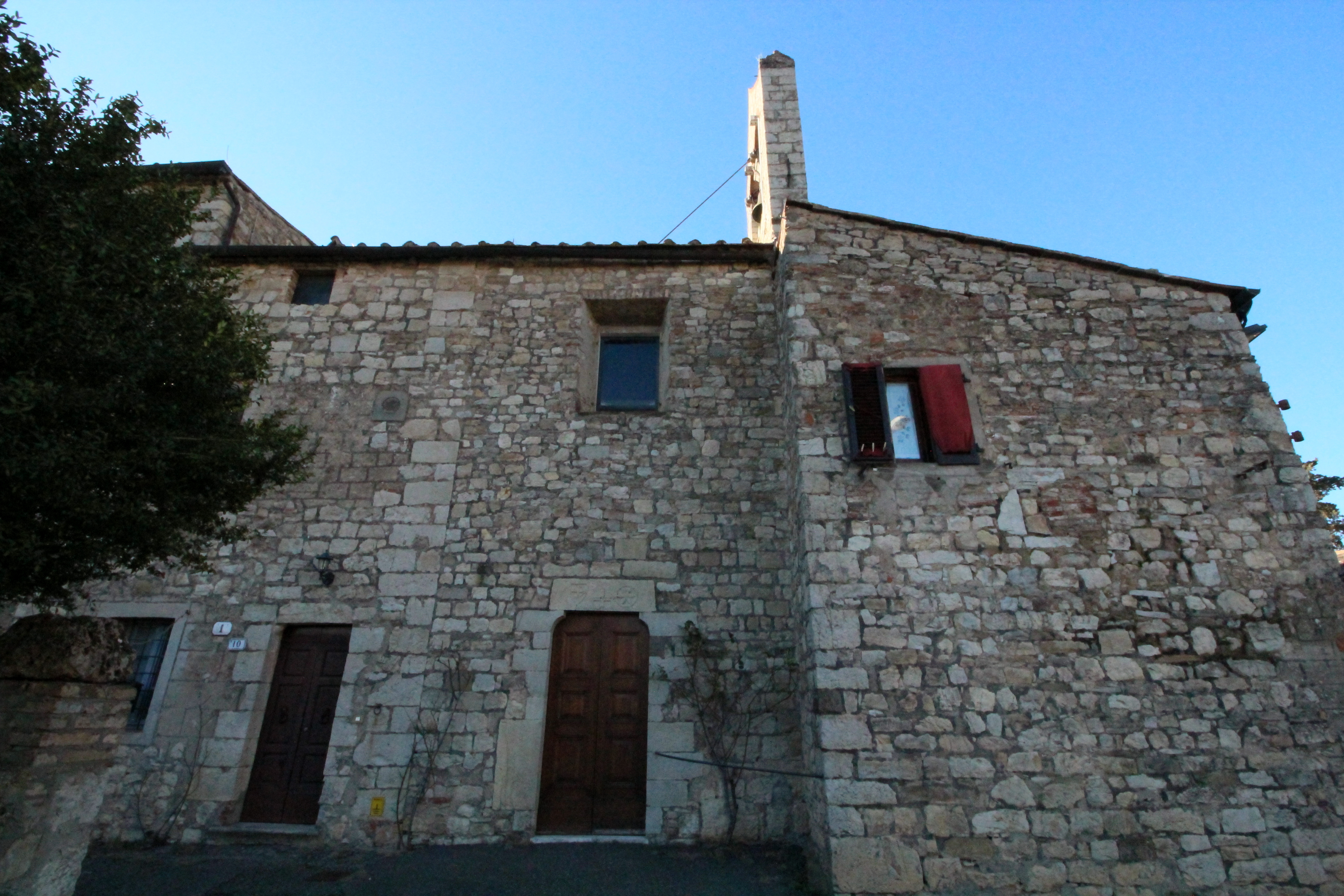
Die Kirche San Martino

- Castello di Monteluco a Lecchi, Burg, die erstmals 998[4] erwähnt und 1176 dokumentiert wurde. Sie besteht aus zwei Teilen. Nahe dem Ort liegt eine Art Vorburg (Torrione[3]), die Hauptburg liegt im oberen Teil.[6]
- Chiesa di San Martino, Kirche im Ortskern, die am Ende des 13. Jahrhunderts entstand.[6]
- Chiesa della Compagnia del Corpus Domini, Kirche im Ortskern an der Straße nach Ama.

## Bilder

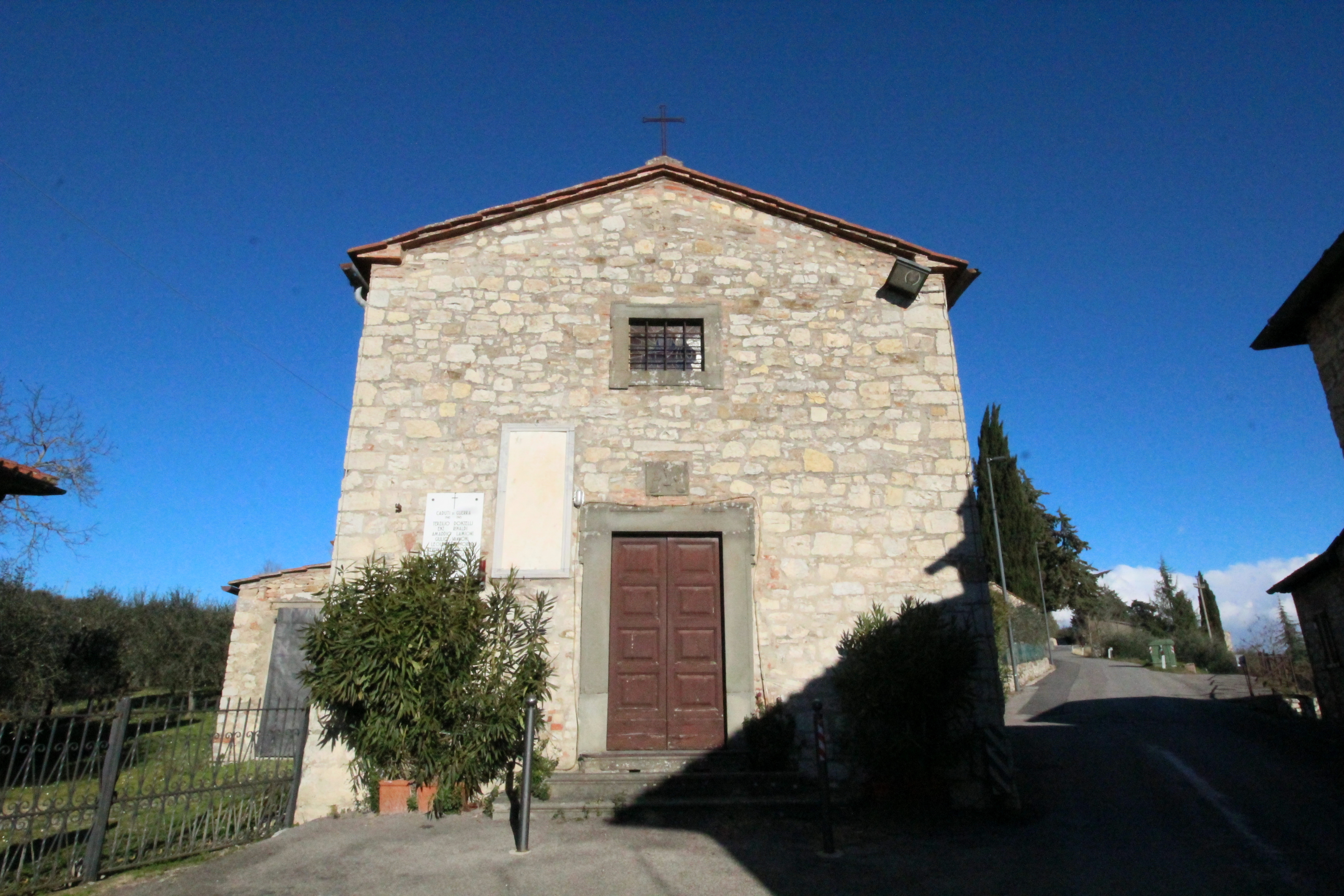
Die Kirche Compagnia del Corpus Domini
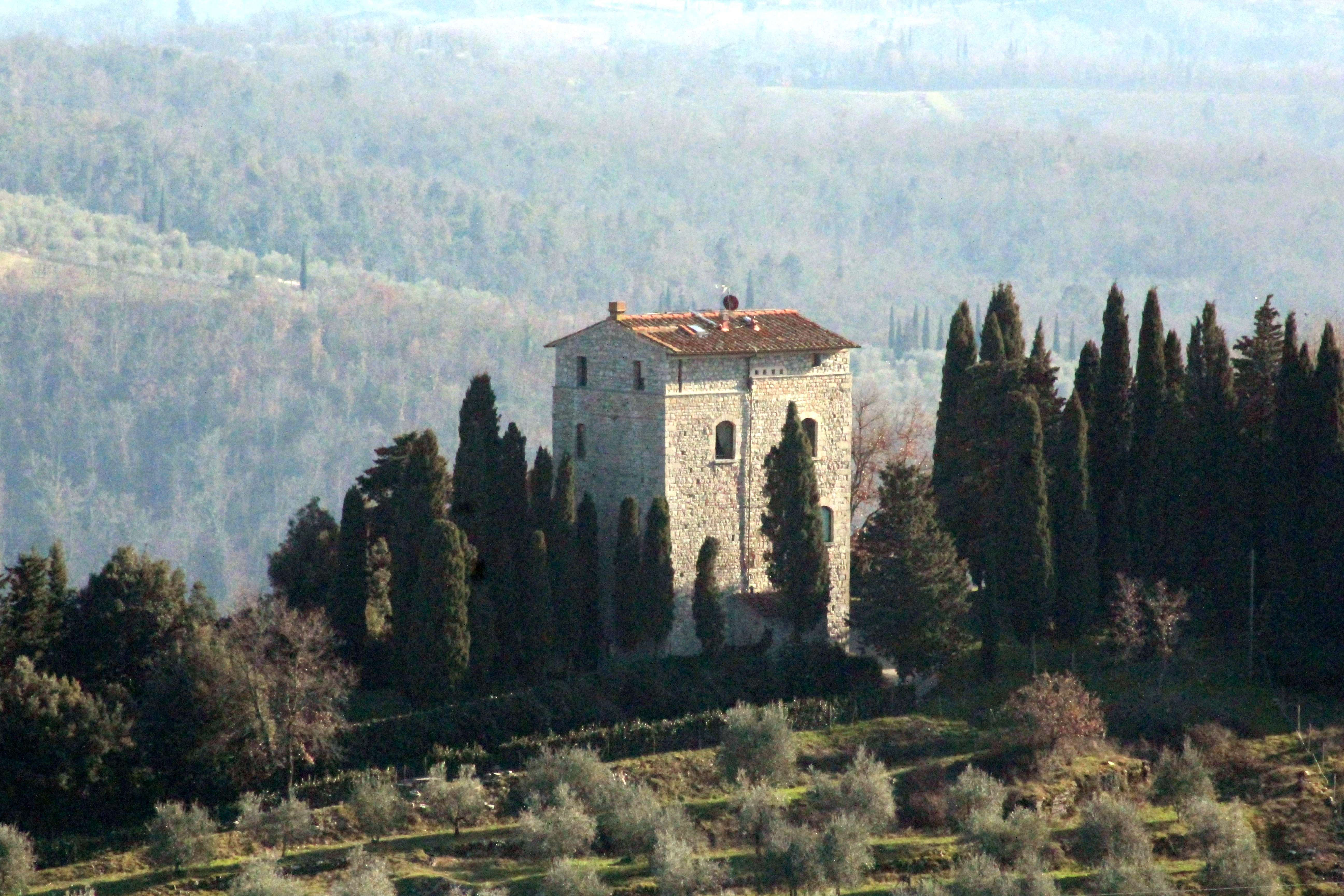
Die Burg Monteluco a Lecchi (Torrione)